# Françoise Damado
Françoir Damado (sinh ngày 11 tháng 12 năm 1963) là một vận động viên chạy nước rút người Sénégal. Bà đã thi đấu ở nội dung 100 mét nữ tại Thế vận hội Mùa hè 1980.